# Zompzakspin
De zompzakspin (Clubiona reclusa) is een spinnensoort in de taxonomische indeling van de struikzakspinnen (Clubionidae).
Het dier komt uit het geslacht Clubiona. Clubiona reclusa werd in 1863 beschreven door Octavius Pickard-Cambridge.